# NGC 7628
NGC 7628 ist eine elliptische Galaxie vom Hubble-Typ E im Sternbild Pegasus knapp nördlich des Himmelsäquators. Sie ist schätzungsweise 195 Millionen Lichtjahre von der Milchstraße entfernt.
Das Objekt wurde am 4. Oktober 1878 vom französischen Astronomen Édouard Stephan entdeckt.